# Eda Tuğsuz
Eda Tuğsuz (Antalya, 27 de marzo de 1997) es una atleta turca especializada en el lanzamiento de jabalina.

## Carrera deportiva
Debutó como atleta profesional en las etapas inferiores del Fenerbahçe SK en 2013. En el año de su debut, su primera competición internacional tuvo lugar en su país natal, en la ciudad de Mersin, al participar en los Juegos Mediterráneos, donde se quedó a las puertas del podio, al ser cuarta con un lanzamiento de jabalina de 500 gramos (para categorías Sub-18) de 48,87 metros. Posteriormente participó en el Campeonato Mundial de Atletismo Sub-18 de Donetsk (Ucrania), donde bajó al quinto lugar, pese a mejorar su marca (51,56 m.), y en el Festival Olímpico de la Juventud Europea, donde ya sí lograba el oro en Utrecht con un lanzamiento de 56,51 metros.
En 2014 viajó hasta Estados Unidos para participar en el Campeonato Mundial Júnior de Atletismo que tenía lugar en la localidad de Eugene (Oregón), donde se plantó en la ronda clasificatoria, alcanzando el vigesimoprimer puesto con un lanzamiento de 48,19 metros. Mejoró en marca y puesto poco después, en los Juegos Olímpicos de la Juventud de Nankín (China), siendo duodécima al llegar a 48,48 metros.
Para 2015, en el Campeonato Europeo de Atletismo por Equipos, en su Primera Liga donde competía el equipo nacional turco en la ciudad griega de Heraclión, acabó sexta con un lanzamiento de 52,78 metros, una marca destacada entre las mejores de su repertorio hasta esa fecha. Posteriormente, en el Campeonato Europeo de Atletismo Sub-20 de Eskilstuna (Suecia) fue octava (51,82 m.).
Tuğsuz rompió el récord turco de 16 años de Aysel Taş con su lanzamiento de 57,24 metros en el Campeonato de Atletismo Sub-23 de Turquía de 2016. Ese mismo año compitió en otros torneos, como en el Campeonato de los Balcanes de Atletismo, donde consiguió la medalla de oro en Pitesti (Rumanía) al lograr una marca de 56,47 metros. Mejoraría algo dicho lanzamiento en el Campeonato Europeo de Atletismo de Ámsterdam, hasta 56,97 m., aunque ello no impidió una bajada del ratio hasta el undécimo puesto. El 28 de julio, en el Campeonato Mundial de Atletismo Sub-20 lograba el tercer lugar con 56,71 metros de lanzamiento, que le valieron para llevarse la medalla de bronce.
Tuğsuz volvió a entrar en la temporada 2017 con un nuevo récord personal, lanzando 59,21 metros y luego 59,68 en la Copa Seyfi Alanya Throws celebrada en Mersin en febrero. Otros resultados de ese ejercicio fueron un primer y segundo puesto en los Juegos Islámicos de la Solidaridad y en la Primera Liga del Campeonato Europeo de Atletismo por Equipos, respectivamente. En la cita de los JIS, que tuvo lugar en Bakú (Azerbaiyán) logró un lanzamiento de 67,21 metros, mientras que en la segunda, en Vaasa (Finlandia), obtuvo la plata pese a bajar hasta en diez metros su marca. Se quedó a las puertas del podio en las siguientes marcas, con dos cuartos puestos en el Campeonato Europeo de Atletismo Sub-23 (62,37 m.) y la Universiada de Taipéi (60,75 m.), y un quinto en el Campeonato Mundial de Atletismo de Londres (64,52 m.).
Para 2018, ganó en la Copa de Europa de Lanzamiento que tuvo lugar en Leiría (Portugal), obteniendo el oro con un lanzamiento de 60,92 metros. No tendría mejor suerte en el Campeonato Europeo de Atletismo de Berlín, donde no pasó de la ronda clasificatoria, quedando en el decimosexto puesto de la global, con 57,77 metros de marca.
En 2019 compitió en diversos torneos de atletismo, de los que destacaron los siguientes: uno de los primeros fueron los Juegos Europeos de Minsk (Bielorrusia), donde acabó cuarta con un lanzamiento de 62,49 metros. Las buenas sensaciones se vieron continuadas a lo largo de la temporada, pues conseguiría dos nuevos bronces en la Universiada de Nápoles (Italia) y en la Primera División del Campeonato Europeo de Atletismo por Equipos, que tuvo lugar en Sandnes (Noruega), con marcas de 59,75 m. y 54,92 m.; así mismo, se colocó la plata en el Campeonato Europeo de Atletismo Sub-23 de Gävle (Suecia), con 61,03 metros. Concluiría el año en Doha (Catar), con el Campeonato Mundial de Atletismo, donde no pasó de la ronda clasificatoria, al ser sexta de su terna, con 52,28 metros de tiro.
Tras la paralización de la actividad deportiva en 2020 a consecuencia de la pandemia por coronavirus, y la postergación de eventos como los Juegos Olímpicos de Tokio, 2021 arrancó para Tuğsuz con la Copa de Europa de Lanzamiento de Split (Croacia), siendo sexta con 59,78 metros. En julio de ese año viajó con la representación de Turquía hasta Japón para competir en sus primeros Juegos Olímpicos. Dejaría buen sabor de boca en su internada olímpica, quedando a las puertas de la gloria al marcar 64 metros exactos, que le llevaron al cuarto lugar.

## Resultados por competición

### Por temporada
| Representando a Turquía | Representando a Turquía                                        | Representando a Turquía | Representando a Turquía | Representando a Turquía | Representando a Turquía |
| ----------------------- | -------------------------------------------------------------- | ----------------------- | ----------------------- | ----------------------- | ----------------------- |
| Año                     | Competición                                                    | Lugar                   | Puesto                  | Marca (m.)              |                         |
| 2013                    | Juegos Mediterráneos                                           | Mersin                  | 4.ª                     | 48,87                   |                         |
| 2013                    | Campeonato Mundial de Atletismo Sub-18                         | Donetsk                 | 5.ª                     | 51,56                   |                         |
| 2013                    | Festival Olímpico de la Juventud Europea                       | Utrecht                 | 1.ª                     | 56,51                   |                         |
| 2014                    | Campeonato Mundial Júnior de Atletismo                         | Eugene                  | 21ª (H)                 | 48,19                   |                         |
| 2014                    | Juegos Olímpicos de la Juventud                                | Nankín                  | 12.ª                    | 48,48                   |                         |
| 2015                    | Campeonato Europeo de Atletismo por Equipos - Primera Liga     | Heraclión               | 6.ª                     | 52,78                   |                         |
| 2015                    | Campeonato Europeo de Atletismo Sub-20                         | Eskilstuna              | 8.ª                     | 51,82                   |                         |
| 2016                    | Campeonato de los Balcanes de Atletismo                        | Pitești                 | 1.ª                     | 56,47                   |                         |
| 2016                    | Campeonato Europeo de Atletismo                                | Ámsterdam               | 11.ª                    | 56,97                   |                         |
| 2016                    | Campeonato Mundial de Atletismo Sub-20                         | Bydgoszcz               | 3.ª                     | 56,71                   |                         |
| 2017                    | Juegos Islámicos de la Solidaridad                             | Bakú                    | 1.ª                     | 67,21                   |                         |
| 2017                    | Campeonato Europeo de Atletismo por Equipos - Primera Liga     | Vaasa                   | 2.ª                     | 57,48                   |                         |
| 2017                    | Campeonato Europeo de Atletismo Sub-23                         | Bydgoszcz               | 4.ª                     | 62,37                   |                         |
| 2017                    | Campeonato Mundial de Atletismo                                | Londres                 | 5.ª                     | 64,52                   |                         |
| 2017                    | Universiada                                                    | Taipéi                  | 4.ª                     | 60,75                   |                         |
| 2018                    | Copa de Europa de Lanzamiento                                  | Leiría                  | 1.ª                     | 60,92                   |                         |
| 2018                    | Campeonato Europeo de Atletismo                                | Berlín                  | 16.ª (H)                | 57,77                   |                         |
| 2019                    | Liga de Diamante - Golden Gala                                 | Roma                    | 2.ª                     | 64,51                   |                         |
| 2019                    | Juegos Europeos                                                | Minsk                   | 4.ª                     | 62,49                   |                         |
| 2019                    | Liga de Diamante - Athletissima                                | Lausana                 | -                       | NM                      |                         |
| 2019                    | Universiada                                                    | Nápoles                 | 3.ª                     | 59,75                   |                         |
| 2019                    | Campeonato Europeo de Atletismo Sub-23                         | Gävle                   | 2.ª                     | 61,03                   |                         |
| 2019                    | Campeonato Europeo de Atletismo por Equipos - Primera División | Sandnes                 | 3.ª                     | 54,92                   |                         |
| 2019                    | Liga de Diamante - Weltklasse                                  | Zúrich                  | 6.ª                     | 61,81                   |                         |
| 2019                    | Campeonato Mundial de Atletismo                                | Doha                    | 6.ª (H4)                | 52,28                   |                         |
| 2021                    | Copa de Europa de Lanzamiento                                  | Split                   | 6.ª                     | 59,78                   |                         |
| 2021                    | Juegos Olímpicos                                               | Tokio                   | 4.ª                     | 64,00                   |                         |
| 2022                    | Juegos Mediterráneos                                           | Orán                    | 2.ª                     | 59,30                   |                         |
| 2022                    | Campeonato Mundial de Atletismo                                | Eugene                  | -                       | NM                      |                         |
| 2022                    | Campeonato Europeo de Atletismo                                | Múnich                  | 8.ª (Q2)                | 56,33                   |                         |
| 2023                    | Universiada                                                    | Chengdu                 | 1.ª                     | 59,05                   |                         |

### Mejores marcas
| Disciplina                       | Marca    | Lugar | Fecha                    |
| -------------------------------- | -------- | ----- | ------------------------ |
| Lanzamiento de disco             | 31,03 m. | Brno  | 21 de septiembre de 2013 |
| Lanzamiento de jabalina          | 67,21 m. | Bakú  | 18 de mayo de 2017       |
| Lanzamiento de jabalina (500 g.) | 58,96 m. | Bakú  | 31 de mayo de 2014       |